# موشيه فريدمان
موشيه فريدمان (بالإنجليزية: Moshe Friedman)‏ هو حاخام أمريكي، ولد في 17 فبراير 1972 في نيويورك في الولايات المتحدة.